# Мадуров, Фёдор Иванович
Фёдор Иванович Мадуров (24 апреля 1942 — 20 февраля 2022) —советский и российский скульптор и график. Заслуженный художник Чувашской АССР (1989), лауреат премии Комсомола Чувашии им. М. Сеспеля (1982). Член Союза художников Российской Федерации. Международная и российская творческая квалификация, категория 4 «А» (высшая творческая категория). Член Совета Чувашского национального конгресса. С 1995 г. Глава Местной религиозной организации традиционной веры чувашей «Тура» г. Чебоксары Чувашская Республика.

«Поход чувашской делегации в Москву с челобитной о добровольном вхождении в состав России», скульптор Ф. И. Мадуров

## Биография
Родился 24 апреля 1942 года в посёлке Баскаки Шемуршинского района Чувашской АССР.
Его предки — чуваши, выходцы из села Чувашское Дрожжаное, Буинского уезда, Симбирской губернии (ныне Татарстан). Один из предков Фёдора Ивановича был сапожником Петра Первого во время строительства Петербурга, но из-за разногласий с царём в вопросах веры был сослан в Самарскую губернию.
Окончил художественно-графический факультет Чувашского государственного педагогического института (ныне Чувашский государственный педагогический университет имени И. Я. Яковлева) в 1966 году. Затем в 1967 году служил в Советской армии. Некоторое время работал преподавателем художественно-графического факультета Чувашского пединститута. Стажировался в Московском высшем художественно-промышленном училище им. МС.Г. Строганова. Был постоянным членом коллектива скульпторов на творческой даче им. Кордовского в Переславле-Залесском.
С 1970 года работал скульптором Чувашских творческо-производственных мастерских Художественного фонда РСФСР (ЧТПМ ХФ РСФСР). Одним из первых Фёдор Мадуров обратился к национальной тематике, а также к народному творчеству. В своей скульптуре ставил задачу достижения уровня монументализма Древнего Египта.
Участник международных, всероссийских, региональных и республиканских выставок с 1966 года. Член Союза художников СССР с 1983 года. Создал серию портретных образов героев древней чувашской истории и мифологии. Персональные выставки скульптора прошли в 1992 и 2002 годах в Чебоксарах, а также в 1995 году в Ульяновске. В 1989 году был проведен конкурс на котором проект памятника Петру Егорову в Чебоксарах скульптора Мадурова Фёдора Ивановича занял первое место, но кризис в стране не позволил тогда его реализовать. В те годы, за неимением средств был поставлен лишь памятник времянка напротив здания Чувашгражданпроекта.
В апреле 2017 года в Чувашском государственном художественном музее состоялось открытие выставки скульптуры, графики и живописи «Дети войны», посвящённой 75-летию заслуженного художника Чувашии Фёдора Мадурова.
Автор монументальных комплексов, выполненных в Чувашской республике, известных как: «Конница» из пяти фигур всадников, «Хоровод» из семи фигур, «Саркиль» из семнадцати фигур. Продолжением этой серии работ являются произведения последних лет «Три всадника — три стихии» (2001—2015 гг.). «Эпохи» состоящие из шести деревянных фигур высотой 3 м (2010—2016 гг.) и графическая серия работ «Чувашские ценности» (2017 г.). Автор монументального бюста основателю современного востоковедения Никиты Бичурину в парке перед музеем Н. Бичурина в пос. Кугеси.
Ф. И. Мадуров основатель и владелец дома-музея собственной скульптуры в Чебоксарах, где экспонируется целый ряд его художественных произведений из бронзы.
Ф. И. Мадуров создатель храмового комплекса традиционной чувашской веры «Керменчук» в г. Чебоксары.
О творчестве Ф. И. Мадурова выпущен альбом-каталог: Хветěр Матур. Мадуров Фёдор Иванович. Скульптура графика. / Мир изобразительного искусства. Альбом-каталог. Чебоксары. 2017. — 170 с.
Произведения Ф. И. Мадурова находятся в собраниях Чувашского государственного художественного музея, Государственной Третьяковской галереи, Государственного Русского музея. Рисунки на тему БАМа закуплены в фонды Министерства культуры Российской Федерации.

### Семья
Сын Фёдора Ивановича — Дмитрий выучился на скульптора-монументалиста в Московском высшем художественно-промышленном училище им. С.Г Строганова. Помимо скульптора, кандидат искусствоведения, стал учёным-историком, культурологом, археологом.
Дочь, Мадурова Дина Фёдоровна — художник по металлу, живописец. Окончила отделение металла в Московском высшем художественно-промышленном училище им. С. Г. Строганова. Владелец, директор и преподаватель художественной студии D’АРТ в г. Москва.
Брат Василий (1939—1978) — ведущий инженер-изобретатель в области ракетно-космической техники. В их родном доме в посёлке Баскаки в 2012 году был открыт «Дом-музей братьев Мадуровых».

### Смерть
Умер Фёдор Мадуров 19 февраля 2022 года после продолжительной болезни.